# René Le Clerc
Pour les articles homonymes, voir Le Clerc.
Pour les autres membres de la famille, voir Famille Le Clerc de Juigné.
René Le Clerc (mort en mars 1651), est un prélat français du XVIIe siècle.

## Biographie
René Le Clerc était provincial des Minimes, en Bourgogne, lorsqu'il fut nommé à l'évêché de Glandèves, en Provence, en 1627.
Il fut sacré à Paris, dans le couvent des Minimes de la place Royale, le dimanche de la Septuagésime, 14 février 1627, par Guillaume IX d'Hugues, son métropolitain (archevêque d'Embrun), assisté de Claude de Saint-Bonnet de Toiras, évêque de Nîmes, et de Nicolas Sanguin, évêque de Senlis.
René occupa le siège de Glandevès pendant vingt-quatre ans, c'est-à-dire depuis 1627 jusqu'en 1651. Il assista à l'assemblée du clergé à Paris, en 1635.
René Le Clerc était grand prédicateur. Pendant qu'il prêchait le Carême à Beauvais, il conçut le dessein d'y fonder un couvent de son ordre, et il en vint à bout par l'autorité et l'influence d'un de ses frères aînés, Thomas II Le Clerc, seigneur de Blicourt et sa femme, Suzanne le Sergent, furent déclarés fondateurs de la maison des Minimes établie à Beauvais, qu'ils dotèrent richement.
Le Clerc fut aussi abbé commendataire du prieuré de Saint-Jean-aux-Bois de 1630 à 1644, fonctions dans lesquelles lui succéda son neveu, Louis Le Clerc.